# Piotr Voelkel
Piotr Zenon Voelkel (ur. 31 października 1951 w Oleśnie) – polski przedsiębiorca, mecenas projektów kulturalnych i edukacyjnych, regularnie klasyfikowany w rankingach najbogatszych Polaków.
Założyciel i przez szereg lat (1990–2013) kierownik Grupy Kapitałowej VOX zrzeszającej firmy z branży wykończenia i aranżacji wnętrz, zajmujące się m.in. produkcją mebli, drzwi i podłóg oraz designem. Założyciel Fundacji VOX-Artis, w ramach której zrealizowany został zespół rzeźb Nierozpoznani Magdaleny Abakanowicz. Założyciel prywatnych uczelni wyższych Collegium Da Vinci i School of Form oraz Funduszu Talenty przyznającego stypendia wybitnym uczniom i studentom, współzałożyciel Uniwersytetu SWPS. Główny inwestor centrum Concordia Design i biurowca Bałtyk znajdujących się w centrum Poznania.

## Życiorys
W latach 1973–1979 pracował w Polskim Teatrze Tańca Conrada Drzewieckiego jako dyrektor techniczny. Potem prowadził działalność prywatną, produkując karnisze na rynek NRD. Po sześciu latach założył przedsiębiorstwo, w którym produkował, sprzedawał w kraju i eksportował na zachód m.in. galanterię drewnianą i zabawki. W 1990 założył Grupę Kapitałową VOX, zrzeszającą firmy z branży wykończenia i aranżacji wnętrz. W jej skład wchodzą: Meble VOX, Drzwi i Podłogi VOX oraz Profile VOX.

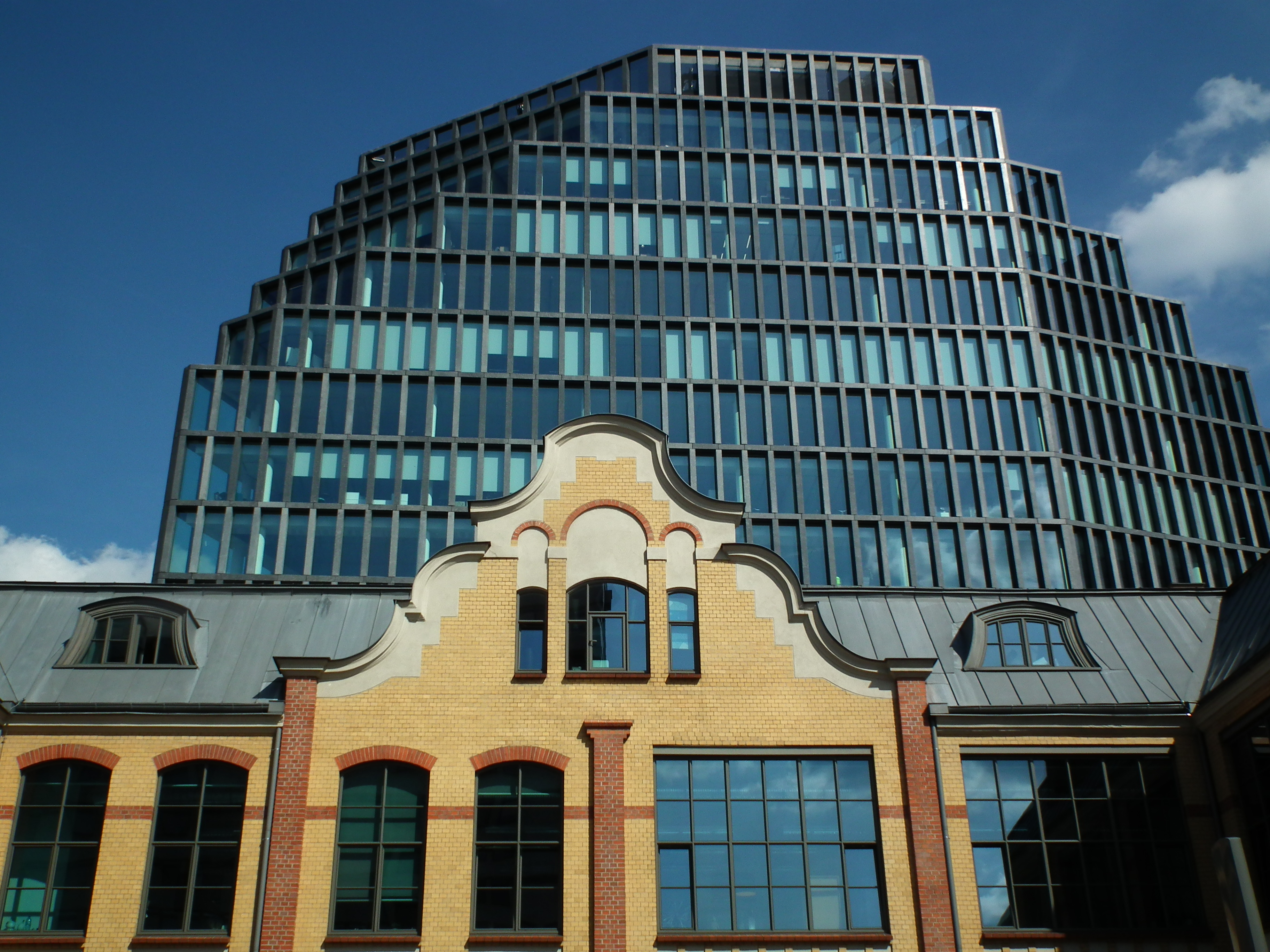
Concordia Design w budynku Starej Drukarni (na pierwszym planie) oraz biurowiec Bałtyk (z tyłu) – dwie inwestycje Piotra Voelkela w centrum Poznania

VOX eksportuje meble do Europy, Stanów Zjednoczonych, a także państw Bliskiego Wschodu. Jako pierwsza firma meblarska z Polski otrzymała wyróżnienie w konkursie Design Management Europe Award za skuteczne zarządzanie designem w przedsiębiorstwie oraz iF DESIGN AWARD 2015 w kategorii Home Furniture za łóżko piętrowe SPOT by VOX.
W latach 90. Voelkel inwestował w poznańskie media (m.in. był współwłaścicielem Głosu Wielkopolskiego). W 1996 założył Wyższą Szkołę Nauk Humanistycznych i Dziennikarstwa (od 2015 Collegium Da Vinci). W 1997 założył Fundację VOX-Artis w ramach której zrealizował m.in. zespół rzeźb plenerowych Magdaleny Abakanowicz Nierozpoznani w centralnej części Cytadeli w Poznaniu oraz Agorę w Grant Park w Chicago.
W 2002, wraz z 25 innymi osobami, był sygnatariuszem listu w obronie abpa Juliusza Paetza, podejrzewanego o seksualne molestowanie kleryków.
W 2003 założył Fundusz Stypendialny Lednickie Talenty (od 2011 Fundusz zmienił nazwę na Talenty Fundusz Stypendialny). Fundowane stypendia, w postaci pomocy finansowej, rzeczowej lub merytorycznej mają na celu stworzenie takich warunków, aby najzdolniejsi uczniowie i studenci mogli bez przeszkód rozwijać swoje zdolności. W 2009 założył Szkoły Akademickie Da Vinci. Z jego inicjatywy w 2011 w odrestaurowanym budynku Starej Drukarni powstała Concordia Design – „centrum designu, kreatywności i biznesu”. W ramach Concordia Design funkcjonuje również restauracja Concordia Taste oraz inkubator firm z sektora kreatywnego. W 2011 założył School of Form – pierwszą w Polsce międzynarodową uczelnię wyższą projektowania. Szkoła łączy wiedzę z zakresu nauk humanistycznych i społecznych z rzemiosłem, technologią i projektowaniem. Program studiów oparty jest na autorskim programie Lidewij Edelkoort. Szkoła współpracuje z takimi firmami jak: IKEA, Schattdecor, Lidl, Amica, Škoda.
Był głównym inwestorem oddanego do użytku w 2017 nowoczesnego biurowca Bałtyk zlokalizowanego w centrum Poznania. Budynek otrzymał główną nagrodę w konkursie internautów Bryła Roku organizowanym przez Agorę i portal Gazeta.pl.
Voelkel jest także Prezesem Wielkopolskiego Towarzystwa Zachęty Sztuk Pięknych, którego kolekcja współtworzy stałą ekspozycję sztuki współczesnej w Muzeum Narodowym w Poznaniu. Z inicjatywy Voelkela Zachęta wraz z VOX-Artis zrealizowały projekt Poznań miasto sztuki (w ramach którego w mieście prezentowane są obiekty sztuki współczesnej m.in.: rzeźba Stela Heinza Macka przy Alejach Marcinkowskiego, Golem Davida Cernego, rzeźba Transmutatio Sławomira Brzóski przed Galerią Malta).
1 czerwca 2013 funkcję Prezesa w Grupie Kapitałowej VOX przejął Piotr Wit Voelkel.

## Życie prywatne
Syn Zenona Voelkela. Z żoną Anną ma trójkę dzieci: Marię, Ewę i Piotra Wita.

## Miejsce na liście najbogatszych Polaków „Wprost”

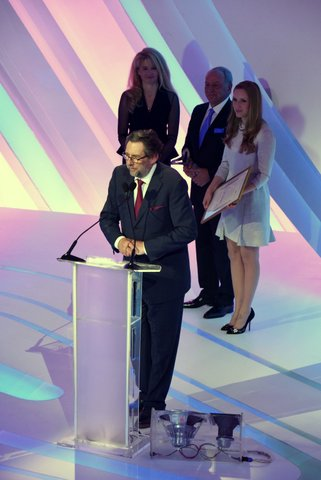
Piotr Voelkel odbiera Nagrodę Polskiej Rady Biznesu im. J. Wejcherta

W latach 2005–2016 zajmował miejsca na liście najbogatszych Polaków „Wprost”:
- 2005: 58. miejsce;
- 2006: 61. miejsce;
- 2007: 67. miejsce;
- 2008: 80. miejsce;
- 2009: 58. miejsce;
- 2011: 68. miejsce;
- 2012: 71. miejsce;
- 2013: 83. miejsce;
- 2014: 88. miejsce;
- 2015: 88. miejsce;
- 2016: 99. miejsce.

## Nagrody i wyróżnienia
- 2014: Krzyż Kawalerski Orderu Odrodzenia Polski za wybitne zasługi dla rozwoju i promocji polskiej przedsiębiorczości oraz za osiągnięcia w działalności społecznej[12];
- 2015: tytuł Tego, który zmienia polski przemysł od redakcji Miesięcznika Gospodarczego Nowy Przemysł oraz portalu wnp.pl[13];
- 2015: Nagroda Polskiej Rady Binesu im. Jana Wejcherta w kategorii Wizja I Innowacja[14];
- 2015: Laur Magellana w kategorii Magellan Roku od Korporacji Absolwentów Uniwersytetu Ekonomicznego w Krakowie[15].